# Prenectarià
El Prenectarià és el període geològic lunar que va de fa 4.550 milions d'anys (la formació de la Lluna) fins fa 3.920 milions d'anys, quan un impacte meteòric formà el Mare Nectaris. Precedeix el període Nectarià. Les roques prenectarianes són rares en les mostres lunars; estan compostes majoritàriament de material dels altiplans lunars que ha estat intensament incinerat, fos i afectat tèrmicament per impactes posteriors, especialment durant el gran bombardeig tardà, que marcà l'inici aproximat del Nectarià.
L'anortosita és el tipus de roca més comú en estrats prenectarians, cosa que suggereix que les etapes inicials de la formació de l'escorça lunar tingué lloc per mitjà de la cristal·lització mineral d'un oceà global de magma.

## Relació amb l'escala geològica terrestre
Com que a la Terra no hi queda evidència del període comprès pel Nectarià a la Lluna, el Nectarià ha estat usat per almenys una obra científica notable com a subdivisió informal de l'eó Hadeà a la Terra.